# Скала Дед (Красноярские столбы)
Скала Дед — скала в национальном парке «Красноярские столбы», очертания которой в определённом ракурсе напоминают профиль старика в шапке-ушанке, за что она и получила такое название. Скала расположена на центрально-столбовском плато. С юга её высота от подножия составляет 28 метров, периметр основания равен 200 метрам. К вершине ведёт 5 маршрутов (лазов, по терминологии «столбистов»). Самый популярный из них — «Хомутик», проходящий по южной стене через левое «ухо».